# Rio Amberde
Amberde (Ամբերդ, Amberd), Hamberde (Համբերդ, Hamberd), Hamburde (Համբուրդ, Hamburd), Amparlu (Ամպառլու), Ampur (Ամպուր), Camburdarassi (Խամբուրդդարասի, Xamburddarasi) ou Campurchai (Խամպուրտչայ, Xampurčai) é um rio da província de Aragatsotn, na Armênia. Faz parte da bacia hidrográfica do rio Aras como tributário do rio Cassal. Suas nascentes estão nas encostas do monte Aragats, a 3 200 metros de altitude. Perto da aldeia de Biuracã, se junta ao Arcaxém e flui através do desfiladeiro até se unir ao Cassal perto de Amberde.
O Amberde tem 36 quilômetros de comprimento e sua área de bacia é de 141 quilômetros quadrados. É alimentado por degelo e águas subterrâneas. Transborda no final da primavera e no início do verão. Em ambas as margens há leitos secos de antigos riachos artificiais feitos na Idade Média para irrigação, sobretudo durante os tempos do Reino da Armênia governado pelos bagrátidas. Segundo registros, na primeira metade do século XVII, o católico Filipe I (r. 1633–1655) bloqueou a nascente do rio originário do lago Cari, elevou seu nível e, dessa forma, conseguiu levar parte das águas do lago para Amberde por meio de um canal especial (chamado Xaarque), aumentando o nível das águas dele diversas vezes.